# Căn bậc hai của 3
Căn bậc hai của 3 là một số thực dương sao cho khi nhân với chính nó thì cho ra số 3. Chính xác hơn, nó được gọi là căn bậc hai số học của 3, để phân biệt với số tâm có cùng tính chất. Nó được kí hiệu là √3 hoặc 31⁄2.
Căn bậc hai của 3 là một số vô tỉ. Nó còn được biết là hằng số Theodorus, đặt tên theo Theodorus xứ Cyrene, người đã chứng minh tính vô tỉ của nó.
Sáu mươi chữ số đầu tiên trong biểu diễn thập phân của nó là:
1.73205080756887729352744634150587236694280525381038062805580… (dãy số A002194 trong bảng OEIS)

## Thuật toán tính toán
Có một số cách để xấp xỉ giá trị của √3. Thuật toán thường được dùng trong các máy tính cá nhân và máy tính bỏ túi là phương pháp Babylon để tính căn bậc hai của một số. Các bước tiến hành như sau:
1. Lấy một số a0 > 0 bất kì làm giá trị ban đầu (càng gần √3 càng tốt)
2. Tính từng số hạng theo công thức truy hồi sau:

{\displaystyle a_{n+1}={\frac {1}{2}}\left(a_{n}+{\frac {3}{a_{n}}}\right).}
1. Lặp lại bước 2 cho đến khi đạt được độ chính xác cần thiết.

Dãy (an) trên là dãy hội tụ bậc hai, tức mỗi lần tính cho ta khoảng gấp đôi số chữ số thập phân đúng. Bắt đầu với a0 = 1 cho ta các xấp xỉ:
- a1 = 7/4 = 1.75
- a2 = 97/56 = 1.73214...
- a3 = 18817/10864 = 1.73205081...
- a4 = 708158977/408855776 = 1.732050807568877295...

Tháng 12 năm 2013, giá trị của √3 đã được tính đến ít nhất mười tỉ chữ số thập phân.

### Xấp xỉ hữu tỉ
Phân số 97/56 (1732142857…) có thể được dùng làm xấp xỉ cho căn bậc hai của 3. Tuy chỉ có mẫu số 56, nó chỉ cách biệt giá trị đúng ít hơn 1/10,000 (khoảng 92×10−5). Giá trị làm tròn 1.732 đúng đến 99.99% giá trị thực.
Archimedes khẳng định rằng (1351/780)2
 > 3 > (265/153)2
, lần lượt với sai số là 1/608400 (sáu chữ số thập phân) và 2/23409 (bốn chữ số thập phân).

## Liên phân số
√3 có thể được biểu diễn bằng phân số liên tục [1;1,2,1,2,1,2,1,…] (dãy số A040001 trong bảng OEIS), tức là
{\displaystyle {\sqrt {3}}=[1;{\overline {1,2}}]=1+{\cfrac {1}{1+{\cfrac {1}{2+{\cfrac {1}{1+{\cfrac {1}{2+{_{\ddots }}}}}}}}}}.}
Theo tính chất của liên phân số thì nếu
{\displaystyle {\begin{bmatrix}1&2\\1&3\end{bmatrix}}^{n}={\begin{bmatrix}a_{11}&a_{12}\\a_{21}&a_{22}\end{bmatrix}}}
thì khi n 🡒 ∞
{\displaystyle {\sqrt {3}}=2\cdot {\frac {a_{22}}{a_{12}}}-1}
Ngoài ra cũng có thể biễu diễn dưới dạng liên phân số tổng quát như
{\displaystyle [2;-4,-4,-4,...]=2-{\cfrac {1}{4-{\cfrac {1}{4-{\cfrac {1}{4-{_{\ddots }}}}}}}}}
thực chất là [1;1,2,1,2,1,2,1,…] tính hai số hạng cùng lúc.

## Biểu diễn bình phương
Biểu thức bình phương lồng nhau sau tiến về √3:
{\displaystyle \!\ {\sqrt {3}}=2-2\left({\frac {1}{2}}-\left({\frac {1}{2}}-\left({\frac {1}{2}}-\left({\frac {1}{2}}-\dots \right)^{2}\right)^{2}\right)^{2}\right)^{2}={\frac {7}{4}}-4\left({\frac {1}{16}}+\left({\frac {1}{16}}+\left({\frac {1}{16}}+\left({\frac {1}{16}}+\dots \right)^{2}\right)^{2}\right)^{2}\right)^{2}.}

## Chứng minh tính vô tỉ

### Chứng minh bằng lùi vô hạn
Chứng minh thường được dùng cho tính vô tỉ của √3 sử dụng phương pháp lùi vô hạn của Fermat. Phương pháp này có thể được áp dụng cho bất kì số nguyên nào không phải là số chính phương.
1. Giả sử √3 là một số hữu tỉ, tức √3 có thể viết dưới dạng một phân số tối giản a/b, trong đó a và b nguyên tố cùng nhau.
2. Ta suy ra a2/b2 = 3 hay a2 = 3b2.   (a2 và b2 là các số nguyên)
3. Do đó a2 chia hết cho 3, nên a cũng chia hết cho 3, tức tồn tại số nguyên k sao cho a = 3k.
4. Thay 3k cho a trong đẳng thức ở bước 2: 3b2 = (3k)2 ta được b2 = 3k2.
5. Lập luận như bước 3, ta được b2 là số chia hết cho 3, nên b cũng chia hết cho 3.
6. Như vậy cả a và b đều chia hết cho 3, nên chúng có một ước chung là 3, trái với giả thiết rằng a và b là hai số nguyên tố cùng nhau.

### Chứng minh bằng định lý nghiệm hữu tỉ
Một chứng minh khác cho tính vô tỉ của √3 là sử dụng một trường hợp đặc biệt của định lý nghiệm hữu tỉ, phát biểu rằng nếu P(x) là một đa thức monic (tức đa thức có hệ số bậc cao nhất bằng 1) với hệ số nguyên, thì bất kì nghiệm hữu tỉ nào của P(x) cũng là một số nguyên. Áp dụng định lý cho đa thức P(x) = x2 − 2, ta suy ra √3 hoặc là số nguyên hoặc là số vô tỉ. Vì 1 < √3 < 2 nên nó không là một số nguyên, do đó √3 là một số vô tỉ.

## Hình học và lượng giác
√3 là độ dài cạnh của một tam giác đều nội tiếp đường tròn có bán kính bằng 1. Tương tự, nếu một tam giác đều có cạnh 1 bị chia làm hai nửa bằng nhau, mỗi nửa là một tam giác vuông 30-60-90 với cạnh huyền bằng 1, cạnh góc vuông là 1/2 và √3/2. Từ đó ta suy ra được giá trị các hàm số lượng giác của 60° và 30°.
{\displaystyle {\begin{aligned}&\sin 60^{\circ }={\frac {\sqrt {3}}{2}}\\[4pt]&\tan 60^{\circ }={\sqrt {3}}\end{aligned}}}

Đường chéo của hình lập phương đơn vị có độ dài là √3.

Căn bậc hai của 3 cũng xuất hiện trong biểu thức đại số của nhiều hằng số lượng giác như
{\displaystyle {\begin{aligned}\sin 15^{\circ }&={\frac {\sqrt {2}}{4}}({\sqrt {3}}-1)\\\tan 15^{\circ }&=2-{\sqrt {3}}\\\sin 3.75^{\circ }&=\sin {\frac {\pi }{48}}={\frac {1}{2}}{\sqrt {2-{\sqrt {2+{\sqrt {2+{\sqrt {3}}}}}}}}\\\cos 3.75^{\circ }&=\sin {\frac {\pi }{48}}={\frac {1}{2}}{\sqrt {2+{\sqrt {2+{\sqrt {2+{\sqrt {3}}}}}}}}\end{aligned}}}
Ngoài ra √3 còn là khoảng cách giữa hai cạnh đối nhau của hình lục giác đều có cạnh 1, hay là đường chéo của hình lập phương đơn vị.

## Ứng dụng khác

### Kỹ thuật điện
Trong điện lực, hiệu điện thế giữa hai dây pha (điện áp dây) trong hệ thống điện ba pha bằng √3 nhân hiệu điện thế của giữa một dây pha và dây trung hòa (điện áp pha). Đây là do hai pha cách nhau 120°, và hai điểm cách nhau 120 độ trên đường tròn thì có khoảng cách bằng √3 nhân bán kính đường tròn đó.